# 少女マンガのヒーローになりたいのにヒロイン扱いされる俺。
『少女マンガのヒーローになりたいのにヒロイン扱いされる俺。』（しょうじょまんがのヒーローになりたいのにヒロインあつかいされるおれ。）は、八神千歳による日本の漫画作品。ちゃお公式サイト『ちゃおプラス』（小学館）にて、2021年10月15日より、連載当初は毎月土曜日、その後毎月第2、第4土曜日にて連載中。ヒーローになりたいのに非力な主人公・宙と元不良の女子高生・結愛とイケメン幼馴染の男子・佐空の三角関係を描いたラブコメディー作品。略称は「ヒロヒロ」。2023年12月14日にちゃお公式youtubeちゃおチャンネルにてデジタルコミック化 (第3話のみボイス付き)された。

## あらすじ
男子高校生藤ケ谷 宙（ふじがや ひろ）はいつも同じ電車に乗る皇女子学院に通う星川結愛に恋をし、同じ電車に乗り密かに逢うことを日課としていた。そんな彼には夢が会った。いつかは結愛を悪い男から守れる少女マンガのヒーローになること!しかし現実は程遠く、幼馴染の山ノ内佐空（やまのうちさく）に話すと呆れるのだった。ある日、宙は満員電車で痴漢男に遭遇してしまう。宙は頭が真っ白になるも、大声を出そうとするがショックで声が出ない。泣きそうな宙のもとに「やめな、オッサン」と少女のどすの効いた声が響いた。少女はプロレス技を使い痴漢男を行動不能に陥らすと、「汚い手で触るな。この痴漢野郎!二度と電車に乗るな!!」と痴漢男を撃退した。宙は唖然とした、なぜならその少女は結愛だったのだ!結愛は大丈夫ですか?と笑顔で手を差し伸べてくも、肝心の宙は結愛にドキッとするも立場が逆になったことにガッカリするのだった。ところが幼馴染の佐空が宙への想いを拗らせており、一方通行の三角関係に成り果てていることに、彼は全く気づいていない。

## 登場人物
藤ケ谷 宙（ふじがや そら）
声-川島零士
本作の主人公。童顔、低身長、非力の高校1年生。高校生離れした子どもような見た目とは裏腹に性格は男っぽい。一人称は俺。結愛がすきで、夢は結愛を守るヒーローになりたいと思っているが、いつの間にか周りから守ってあげたいと思えるヒロイン体質。コミュニケーション能力が高く、人と打ち解け合い仲良くすることができる。恋愛に関しては鈍感で佐空の恋愛感情を察知できず、むしろ結愛に恋をしているのかと勘繰るほど。妹がいる。第38話で風邪療養中の佐空からマスク越しのキスされたことで、ひょっとして自分のことが好きなのではと勘ぐるようになる。そして39話で屋上に佐空を呼び出すと告白されてしまう。最初は戸惑ったが、佐空は大切な友達だからと返事を留保し告白をさらっと受け流した。しかし告白する佐空がかっこよく心が揺らいでる（恋愛感情か不明）一面もある。
星川 結愛（ほしかわ ゆな）
声-川口桜
皇女子学院(すめらぎじょしがくいん)に通う高校1年生。ボブヘアーにサイドに三つ編みリボンと制服を着こなす可憐な少女だが、中学時代はグレていて男顔負けの不良少女。ケンカで負傷しムシャクシャしたときに宙と会い言葉を交わした、それ以来心を入れ替えて現在に至っており、感謝している。しかし不良だったときの名残で喧嘩とプロレス技を駆使した体術が得意。しかし、新作情報を漁るくらい猫のキャラクターにゃこぴーが大好きだったり、可愛いものが好き一面もある。なお宙に好意を寄せられていることは全く知らないが、勘違いさせるほどぐいぐい接する天然のたらしでもある。
山之内 佐空（やまのうち さく）
声-島﨑信長
宙の12年来の幼馴染。男でありながら宙を想っているが報われない日々を過ごしている。クールで無口だが、顔の整ったイケメン顔で女子生徒を虜にしている。しかし宙一筋のため、女子の好意をすり抜け、宙にまとわりつく者(特に同性)を警戒している。宙に告毎回壁ドン以上に近い距離でキス以外のアプローチして攻めているが、言葉に詰まる等詰めが甘い一面がある。よく宙の家に入り浸っている。料理が得意。なお、コミックスでは毎巻宙の隣を確保している。
星川 結弦（ほしかわ ゆづる）
月丘中学校に通う中学3年生。愛称ゆづ。中学生離れした高身長大柄筋肉質のオラオラ系不良男子。常に黒い服とマスク、左耳にチェーンのついたピアスをつけている。ナイフのように尖っているが、小学生の頃から少年ヒーローXXZ(ダブルゼット)が好きという純粋な可愛い一面がある。宙とは結愛の家に行った際に出会い、紅茶を汚した宙に姉の頼みで服を貸して上げたことが接点となり知り合いとなった。最近宙のことが気になっている。ガキ扱いされると怒る。本名はコミックス3巻のキャラクター紹介にて判明した。新章では中学を卒業し、宙と佐空と同じ高校に進学する予定。

## 書誌情報
- 八神千歳『少女マンガのヒーローになりたいのにヒロイン扱いされる俺。』小学館〈ちゃおコミックス〉、既刊6巻（2025年4月25日現在）
  1. 2022年7月26日発売[2][1]、ISBN 978-4-09-871733-0
  2. 2023年2月24日発売[10]、、ISBN 978-4-09-872008-8
  3. 2023年9月26日発売[11]、ISBN 978-4-09-872228-0
  4. 2024年3月26日発売[12]、ISBN 978-4-09-872535-9
  5. 2024年9月26日発売[13]、ISBN 978-4-09-872753-7
  6. 2025年4月25日発売[14]、ISBN 978-4-09-873074-2